# Mondsüchtig
Mondsüchtig (Originaltitel Moonstruck) ist eine US-amerikanische romantische Komödie des Regisseurs Norman Jewison aus dem Jahr 1987 mit Cher und Nicolas Cage in den Hauptrollen.
Der Film war sowohl an den Kinokassen als auch bei den Kritikern ein Erfolg. Bei der Oscarverleihung 1988 war er für sechs Auszeichnungen nominiert und gewann diese in den Kategorien Beste Hauptdarstellerin (Cher), Beste Nebendarstellerin (Olympia Dukakis) und Bestes Originaldrehbuch (John Patrick Shanley).

## Handlung

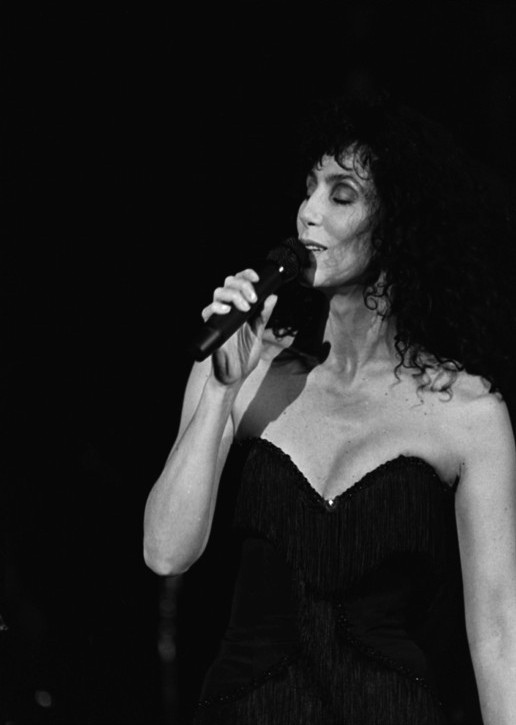
Hauptdarstellerin Cher, 1989

Loretta Castorini, eine 37-jährige Witwe mit den ersten grauen Strähnen im dunklen Haar, lebt im italienischen Viertel des New Yorker Stadtteils Brooklyn, wo sie als Buchhalterin für die kleinen Geschäftsleute der Nachbarschaft arbeitet. Sie glaubt fest, dass ihr erster Ehemann nur deshalb vom Bus überfahren wurde, weil es damals lediglich eine Blitzhochzeit auf dem Standesamt gegeben hatte. Als sie daher sieben Jahre später den Heiratsantrag des gesetzten, etwas unbeholfenen Johnny Cammareri annimmt, besteht sie auf einem Verlobungsring ebenso wie auf einer großen kirchlichen Hochzeitsfeier. Johnny willigt ein, überlässt die Vorbereitungen aber Loretta, da er zuerst nach Sizilien fliegen will, um sich von seiner sterbenden Mutter zu verabschieden. Lorettas Eltern nehmen die Neuigkeit von der Verlobung mit sehr gemischten Gefühlen auf. Ihr Vater Cosmo hält Johnny für „ein Riesenbaby“ und kann ihn nicht leiden. Mutter Rose fragt Loretta, ob sie Johnny liebt – und gratuliert ihr von Herzen, als Loretta erklärt, ihn nur nett zu finden, denn: „Wenn du die Männer liebst, treiben sie dich in den Wahnsinn – nur weil sie wissen, dass sie’s können!“ Rose weiß, wovon sie spricht; hat sie doch allen Grund zur Annahme, dass Cosmo seine Angst vor dem Altwerden durch eine außereheliche Affäre zu betäuben versucht.
Auf Johnnys Wunsch soll Loretta auch seinen jüngeren Bruder Ronny zur Hochzeit einladen. Die beiden Brüder haben seit fünf Jahren nicht mehr miteinander gesprochen, aber Johnny möchte nun eine Versöhnung. Loretta trifft Ronny in seiner Backstube. Dort, zwischen Mehlsäcken und der lodernden Glut alter Backöfen, erklärt dieser jedoch mit großen Worten und noch größeren Gesten, dass es niemals eine Versöhnung geben könne, da Johnny die Ursache für sein ruiniertes Leben sei: Er habe doch daneben gestanden, als Ronny in eine Schneidemaschine griff und seine linke Hand verlor. Danach habe ihn auch noch seine Braut verlassen, weil sie nicht mit einem „Krüppel“ leben wollte. Loretta ist wenig beeindruckt und durchschaut Ronny augenblicklich: Der Unfall sei nicht Johnnys Schuld gewesen, sondern ein unbewusster Versuch Ronnys, einer falschen dauerhaften Bindung zu entkommen: „Du bist ein Wolf und würdest dir eher die Hand abhacken als in eine Falle zu tappen!“ Das zahlt Ronny ihr sofort mit gleicher Münze heim: Er wirft Loretta vor, sich ohne Liebe und viel zu billig an den drögen Johnny wegzuwerfen. Der Streit wird hitzig – bis die beiden, von jäh aufflammender Leidenschaft überwältigt, in Ronnys Bett landen.
Am nächsten Morgen will Loretta von Leidenschaft nichts mehr wissen: „Diese Nacht nehmen wir als Geheimnis mit ins Grab!“ Doch Ronny will nur dann auf sie verzichten, wenn sie ein einziges Mal, am selben Abend noch, mit ihm in die Oper geht. Dann habe er an einem Tag alles gehabt, was er im Leben am meisten liebe. Etwas unwirsch sagt Loretta zu. Danach aber kauft sie sich das aufregendste Kleid der Stadt und gibt ihrer Friseurin endlich die Erlaubnis, ihre grauen Strähnen zu färben. Ronny kann sein Glück kaum fassen, als er sie am Abend sieht. Fassungslos ist auch Loretta, als sie in der Oper ihren Vater trifft – mit seiner Geliebten Mona. Weil aber beide mit dem „falschen“ Partner unterwegs sind, beschließen Vater und Tochter einmütig, so zu tun, als hätten sie sich nie gesehen. Währenddessen gönnt sich Mutter Rose ein Essen im italienischen Stammlokal der Familie. Dabei begegnet sie dem Universitätsprofessor Perry, der dort regelmäßig mit seiner neuesten Lieblingsstudentin ausgeht. Seine Verabredungen enden zumeist damit, dass seine allzu junge Begleiterin ihm ein Glas Wasser ins Gesicht schüttet und ihn sitzen lässt. Rose lädt Perry ein, sich zu ihr an den Tisch zu setzen. Dort gibt sie ihm den Rat ihrer eigenen Mutter: „Scheiß nicht dort, wo du isst!“ Die beiden unterhalten sich äußerst angeregt, und wenn Rose es später ablehnt, den Professor noch in ihr Haus zu bitten, so fürchtet sie weniger um sein sittsames Betragen als vielmehr um ihr eigenes. Loretta landet unterdessen mit Ronny wieder vor seiner Haustür, und diesmal wird auch ihr klar, dass aus der gemütlichen Zweckehe mit Johnny nichts mehr werden kann: sie hat sich rettungslos in Ronny verliebt.
Die Geschichte endet, als sämtliche Akteure sich am folgenden Morgen nach und nach in Rose Castorinis Küche einfinden: Loretta zunächst noch ganz versponnen in ihre Liebesnacht; Cosmo, um zu seiner Frau zurückzukehren; Ronny, um reinen Tisch zu machen – und Johnny, frisch zurück aus Palermo, um eine Überraschung zu verkünden: er kann Loretta unmöglich heiraten, denn seine Mutter hat sich ganz plötzlich erholt, und er will sie jetzt nicht im Stich lassen. Loretta nimmt also Ronnys Heiratsantrag an und bekennt ihrer Mutter auf deren Nachfrage: „Ja, Ma – ich liebe ihn ganz schrecklich!“ Was Rose nur mit „Oh Gott, was für ein Jammer!“ kommentieren kann.

## Produktionshintergrund
| Figur                           | Darsteller        | Deutscher Sprecher     |
| ------------------------------- | ----------------- | ---------------------- |
| Loretta Castorini               | Cher              | Marianne Groß          |
| Ronny Cammareri                 | Nicolas Cage      | Ulrich Gressieker      |
| Cosmo Castorini                 | Vincent Gardenia  | Gerd Duwner            |
| Rose Castorini                  | Olympia Dukakis   | Bettina Schön          |
| Johnny Cammareri                | Danny Aiello      | Klaus Sonnenschein     |
| Großvater Castorini             | Fjodor Schaljapin | Helmut Heyne           |
| Tante Rita Cappomaggi           | Julie Bovasso     | Agi Prandhoff          |
| Onkel Raymond Cappomaggi        | Louis Guss        | Franz-Otto Krüger      |
| Perry, Mann im Restaurant       | John Mahoney      | Hans-Werner Bussinger  |
| Bobo, Oberkellner               | Robert Weil       | Heinz Theo Branding    |
| Chrissy, Ronnys Arbeitskollegin | Nada Despotovich  | Philine Peters-Arnolds |
| Patricia, Perrys Date           | Lisa Howard       | Janine Richter         |
| Alte Frau im Flughafen          | Gina DeAngeles    | Alice Treff            |
| Lotte, Lebensmittelhändlerin    | Helen Hanft       | Christel Merian        |
| Irv, Lebensmittelhändler        | David S. Howard   | Lothar Köster          |

Für Chers Filmkarriere war der Film sehr wichtig, nachdem sie in den Jahren zuvor bereits als Filmschauspielerin auf sich aufmerksam machen konnte, aber noch nicht den ganz großen Erfolg gefeiert hatte und teilweise nicht als Schauspielerin ernst genommen wurde. Dabei hatte Cher die Rolle zunächst nur zögerlich angenommen, da sie die Rolle anfangs zu alt für sich empfand und aufgrund anderer Verpflichtungen wie einer großen Tournee kaum Zeit hatte. Sie war es auch, die Nicholas Cage für die Hauptrolle vorschlug, nachdem die Besetzung der Rolle schwer fiel. Das Studio hielt Cage für zu jung und den Altersunterschied zu der fast 18 Jahre älteren Cher für zu groß, aber letztlich konnten sich Cher und Regisseur Jewison mit der Besetzung von Cage durchsetzen.
Die deutsche Synchronfassung entstand bei der Berliner Synchron unter Synchronregie von Lutz Riedel, der ebenfalls das Dialogbuch schrieb. Im Vergleich zur englischen Originalfassung sind die Akzente der italoamerikanischen Figuren deutlich weniger ausgeprägt.
Der Film wurde mit einem Budget von rund 15 Millionen US-Dollar gedreht, an den Kinokassen nahm er mindestens über 80 Millionen Dollar ein (laut anderen Quellen sogar 90 oder gar 122 Millionen).

## Einsatz von Mond und Musik im Film
Der Vollmond ist im Film allgegenwärtig: er beleuchtet die (Liebes-)Nächte von Haupt- und Nebendarstellern; er wird von Dean Martin im Vorspann in der Dreivierteltakt-Ballade That’s Amore, mit dem Refrain „…when the moon hits your eye like a big pizza pie – that’s amore…“ („wenn dir der Mond wie eine Riesenpizza in die Augen sticht – das ist Liebe…“) besungen; der alte Großvater Castorini lässt dem Mond zu Ehren seine struppigen Hundchen heulen; und bereits am Anfang des Films, wenn Loretta morgens zur Arbeit geht, entdeckt man im Straßenbild die Werbetafel für ein Restaurant namens „La Luna“ (= italienisch: der Mond).
Beim Opernbesuch wird das entscheidende Liebesduett aus Puccinis La Bohème als Straßenszene in einer Vollmondnacht präsentiert. Die Originalfilmmusik des Jazzmusikers Dick Hyman rundet mit wenigen akustischen Instrumenten (Akkordeon, Mandoline, Geige) die italienisch-romantische Grundstimmung des Films ab. Das im Vor- und Abspann zu hörende Lied That’s Amore wurde erst spät in den Film aufgenommen, nachdem sich bei der ersten Testvorführung herausgestellt hatte, dass das Publikum sich lange unsicher war, zu welchem Genre der Film gehört, und daher die erste halbe Stunde kaum lachte. Das Lied That’s Amore passte perfekt zu den Themen des Films und sollte das Publikum schon mit dem Vorspann in eine entspannte, romantisch-komödiantische Stimmung bringen.

## Kritiken
Mondsüchtig erhielt ein sehr gutes Presseecho, was sich auch in den Auswertungen US-amerikanischer Aggregatoren widerspiegelt. So erfasst Rotten Tomatoes größtenteils wohlwollende Besprechungen und ordnet den Film dementsprechend als „Zertifiziert Frisch“ ein. Dort lobt der Kritikerkonsens besonders die Leistungen der Hauptdarsteller und nennt ihn eine der „reizvollsten Komödien des Jahrzehnts“. Metacritic ermittelt aus den vorliegenden Bewertungen „Allgemeines Kritikerlob“.
Das Heyne Filmlexikon schreibt: „Eine prächtige Komödie, die ohne Bedeutungsschwere mit köstlich gezeichneten und glänzend gespielten Figuren menschliche Tiefen erreicht und Puccinis Boheme-Musik virtuos in die Handlung integriert.“ Das Lexikon des internationalen Films urteilt ebenfalls freundlich: „Mit Leichtigkeit und melodramatischem Gestus inszenierte Liebes- und Familiengeschichte, die mit den Klischees des Genres auf liebenswerte Weise zu spielen versteht.“
Der Spiegel hebt in seiner Ausgabe 12/1988 besonders die Hauptdarstellerin hervor: „Norman Jewisons Film Mondsüchtig ist die wohl schönste und leichteste Komödie des Jahres. Scheinbar mühelos brilliert in ihr eine Schauspielerin, die bis dahin, in den Augen der Hollywood-Moguln, das Handicap hatte, Megastar einer anderen Branche zu sein: Cher, das Zebra aus der Menagerie der Popkultur. Mit Mondsüchtig verwandelt sich Cher, das Produkt, endgültig in Cher, die Schauspielerin.“

## Auszeichnungen
Oscars 1988
- Beste Hauptdarstellerin (Cher)
- Beste Nebendarstellerin (Olympia Dukakis)
- Bestes Originaldrehbuch (John Patrick Shanley)

Daneben war der Film in drei weiteren Kategorien nominiert:
- Bester Film
- Beste Regie (Norman Jewison)
- Bester Nebendarsteller (Vincent Gardenia)

Golden Globes 1988
- Beste Hauptdarstellerin – Komödie/Musical (Cher)
- Beste Nebendarstellerin (Olympia Dukakis)

daneben nominiert in den Kategorien:
- Bester Film – Komödie/Musical
- Bester Hauptdarsteller – Komödie/Musical (Nicolas Cage)
- Bestes Filmdrehbuch (John Patrick Shanley)

BAFTA Awards 1989
nominiert in den Kategorien:
- Beste Hauptdarstellerin (Cher)
- Beste Nebendarstellerin (Olympia Dukakis)
- Bestes Originaldrehbuch (John Patrick Shanley)
- Beste Filmmusik (Dick Hyman)

Weitere Auszeichnungen
- Bestes Originaldrehbuch (von der US-amerikanischen Gewerkschaft der Drehbuchautoren, Writers Guild of America)
- Silberner Bär auf der Berlinale 1988 für die Beste Regie

## Belege und weiterführende Informationen
1. ↑   Freigabebescheinigung für Mondsüchtig. Freiwillige Selbstkontrolle der Filmwirtschaft (PDF; Prüfnummer: 59365/V).
2. ↑  Bill Ervolino: “Moonstruck” is 30 years old, believe it or not. Abgerufen am 20. Januar 2022 (amerikanisches Englisch).
3. ↑  Märchen aus Brooklyn. In: Der Spiegel. 20. März 1988, ISSN 2195-1349 (spiegel.de [abgerufen am 20. Januar 2022]).
4. ↑  Kurzfilm-Dokumentation: Moonstruck: At the Heart of an Italian Family. 18. April 2006, abgerufen am 20. Januar 2022.
5. ↑  Mondsüchtig. In: Deutsche Synchronkartei. Abgerufen am 20. Januar 2022.
6. ↑  Moonstruck bei Box Office Mojo. Abgerufen am 20. Januar 2022.
7. ↑  Bill Ervolino: “Moonstruck” is 30 years old, believe it or not. Abgerufen am 20. Januar 2022 (amerikanisches Englisch).
8. ↑  The Music of Moonstruck bei IMDb
9. 1 2  Mondsüchtig. In: Rotten Tomatoes. Fandango, abgerufen am 27. Dezember 2024 (englisch, aggregiert aus 76 Kritiken).
10. 1 2  Mondsüchtig. In: Metacritic. Abgerufen am 27. Dezember 2024 (englisch, aggregiert aus 18 Kritiken).
11. ↑  Rebecca Flint Marx: Kritik zu Mondsüchtig (Memento vom 19. Oktober 2021 im Internet Archive) bei AllMovie (englisch)
12. ↑  Datenbankabfrage bei cinemascore.com
13. 1 2  Mondsüchtig. In: Lexikon des internationalen Films. Filmdienst, abgerufen am 30. Oktober 2016.
14. ↑  Märchen aus Brooklyn. In: Der Spiegel. 20. März 1988, ISSN 2195-1349 (spiegel.de [abgerufen am 20. Januar 2022]).
15. ↑  The Official Academy Awards Database. In: awardsdatabase.oscars.org. Abgerufen am 21. Februar 2025 (englisch, Moonstruck unter Film Title eingeben und Search klicken).

- Weitere Filmlinks:
- IMDb: Link |
- OFDb: Link |
- AFI: Link |
- Filmstarts: Link |
- TV Spielfilm: Link |
- Schnittberichte: Link |
- Prisma: Link |
- TMDb: Link |
- Letterboxd: Link |
- Moviepilot: Link |
- bearbeiten